# Lulu
Lulu (născută Marie McDonald McLaughlin Lawrie; n. 3 noiembrie 1948, Glasgow, Scoția, Regatul Unit) este o cântăreață și actriță scoțiană, câștigătoare a concursului muzical Eurovision 1969 cu piesa Boom Bang a Bang.

## Filmografie
- Gonks Go Beat (1965)
- To Sir, with Love (1967)
- Cucumber Castle (1970)
- The Cherry Picker (1972)
- Alice (1982) (voce)
- To Sir, with Love II (1996)
- Whatever Happened to Harold Smith? (1999)
- Ab Fab: The Movie (2016)